# Hemerobaptisten
Hemerobaptisten (altgriechisch Ἡμεροβαπτισταί Hēmerobaptistaí, deutsch ‚Täglich-Taucher‘; Singular: ἡμεροβαπτιστής hēmerobaptistḗs) waren eine kleine jüdische Gruppierung, die nur in spätantiken christlichen Quellen belegt ist. Die historischen Verhältnisse sind schwer einschätzbar. Gelegentlich wird die Identifikation mit einer Gruppe erwogen, die in der rabbinischen Literatur hebräisch טובלי שׁחרית tovelei shaḥarit, deutsch ‚Untertauchende der Morgenröte‘ genannt wird. Ähnlich wie die Essener vollzogen ihre Angehörigen täglich kultische Reinigungen. Die Entstehung der Hemerobaptisten wird – analog zu den Essenern – im 2. und 1. Jahrhundert v. Chr. vermutet.
In jener Zeit der Antike, um den Beginn der christlichen Zeitrechnung herum, differenzierten sich innerhalb des jüdischen Glaubens verschiedene strengreligiöse Gruppen aus, in deren theologischen Annahmen (Theologeme) eine „messianische Naherwartung“ und eine deutliche Kritik am „unreinen Tempelkult in Jerusalem“ geäußert wurden.
Dabei bleibt die Quellenlage auf Aufzeichnungen beschränkt, die nicht von den Sektenmitgliedern der Hemerobaptisten selbst verfasst wurden. Ebenso wage bleibt die hebräische Eigenbezeichnung, denn es ist historisch nicht belegt, ob sich die Gruppe auch der in der rabbinischen Literatur wiedergegebenen Bezeichnung bedient hatte.

## Geschichtlicher Hintergrund
In der Zeit des seleukidischen Herrschers Antiochos IV. Epiphanes (175 bis 164 v. Chr.) und des jüdischen Makkabäeraufstandes (167 bis 142 v. Chr.) entwickelte sich die anti-hellenistische jüdische Bewegung, der Hasidäer, (zu hebräisch חָסִיד ḥāsîd, deutsch ‚Frommer‘, Plural חֲסִידיִם ḥǎsîdîm, deutsch ‚Fromme‘) aus dieser Bewegung und weiteren Einflüssen entstanden in der Folge und dem späteren Geschichtsverlauf, eine Vielzahl an diversen jüdischen Sekten und Gruppierungen.
Antiochos IV. war der Sohn von Antiochos III. und im Gegensatz zu seinem Vater wollte er die hellenistische Kultur mit Gewalt etablieren, so wandelte er den Jerusalemer Tempel in eine Kultstätte des mit dem Zeus gleichgesetzten Baals um und verbot rigoros und unerbittlich jüdische Gebräuche und sogar den Besitz von Torarollen.
Der Makkabäeraufstand stand unter der Führung des, aus einem hohepriesterliche Geschlecht stammenden, Mattatias, nach ihrem Sieg führte insbesondere Judas Makkabäus, einer seiner Söhne, die militärische Auseinandersetzung weiter.
Flavius Josephus nennt einige, so werden neben den Pharisäern etwa die Sadduzäer, die Essener und Widerstandsgruppen, wie die Zeloten und Sikarier erwähnt.
Für einige dieser jüdischen Sekten war die rituelle Reinheit, Tahara (hebräisch טָהֳרָה) von großer Bedeutung.

## Hemerobaptisten als jüdische Sekte
Kurt Rudolph zufolge gab es etwa vom 2. vorchristlichen bis 2. nachchristlichen Jahrhundert und schwerpunktmäßig in Palästina jüdische Einzelpersonen und Gruppen, bei denen das im Judentum übliche Tauchbad besondere Bedeutung gewann. Die von der Tora geforderte Reinheit wurde radikaler verstanden. Tauchbäder waren Teil einer asketischen Praxis und konnten magisch-sakramental aufgewertet werden. Genaueres lässt sich über diese jüdische Täuferbewegung nicht aussagen.
In der Untersuchung von Marcel Simon (1964) wird u. a. darauf hingewiesen, dass der frühchristliche Kirchenschriftsteller Hegesipp (Historia ecclesiastica 4,22,7) sowohl zwischen den Hemerobaptisten, als auch Masbothäern unterschieden habe, da er beide in seinen Texten unterschiedlich benannt und kontextuell erwähnt.
Ein Teil dieser Täuferbewegung waren die nur in christlicher häresiologischer Literatur genannten „Baptisten“ (Βαπτισταί) und die mit diesen vorsichtig gleichzusetzenden „Masbothäer“ (Μασβώθεοι), außerdem die „Hemerobaptisten“ (Ἡμεροβαπτισταί). Die ältesten Quellen bieten die Namen und keine weitere Information; dass es sich um häresiologische Konstrukte handelt, ist auch möglich. Epiphanios von Salamis weiß dann über die Hemerobaptisten, dass sie im täglichen Tauchbad, vorzugsweise in fließendem Wasser, die Bedingung für Reinheit und Heiligkeit sahen, die dann auch zum ewigen Leben erforderlich sei. Möglicherweise übertrug Epiphanios Informationen über Elkesaiten und Ebioniten auf die Hemerobaptisten, ohne zu letzteren eigene Informationen zu besitzen. Die Apostolischen Konstitutionen (IV,6) schreiben den Hemerobaptisten Reinheitsriten zu, die Mk 7,3–4  als pharisäische Praxis genannt werden. Tertullian behauptete sogar, alle Juden praktizierten das tägliche Tauchbad. So verstand er offenbar Mk 7, 3-4. Von den Hemerobaptisten unterscheidet Rudolph, die in der rabbinischen Literatur genannten hebräisch טובלי שׁחרית tovelei shaḥarit, deutsch ‚Frühmorgens Untertauchenden‘, da es sich bei letzteren nicht um eine Gruppe gehandelt habe, sondern um einzelne Rigoristen, deren morgendliches Tauchbad durch Dtn 23,12  motiviert war: die Sorge, infolge einer nächtlichen Pollution kultisch unrein geworden zu sein.
Das wichtigste Merkmal der Hemerobaptisten war der von jedem Einzelnen durchgeführte, kollektive Akt des täglichen Eintauchens in Wasser (Tevila) bzw. eines rituellen Bades (Mikwe). Das Bad wurde jeden Morgen vor dem Gebet durchgeführt, um den Namen Gottes mit einem reinen Körper aussprechen zu können. Unklar bleibt inwieweit Ansprüche an die rituelle Qualität, an das Tauchwasser gestellt wurden, ob es sich um „lebendiges Wasser“ (hebräisch מים חיים majim chajim) handelte, es also „lebendiges, fließendes Wasser“ gewesen sein musste.
Nach der Didascalia Apostolorum (VI. 6) würden die Hemerobaptisten keine Nahrung am Morgen zu sich nehmen, bis sie gebadet hätten, auch benutzten sie ihre Betten, Tische und Teller nicht, bis sie sich dergestalt gereinigt hätten.
Epiphanios von Salamis (Panarion I. 17) erwähnte die Gruppierung als vierte Ketzerei unter den jüdischen Sekten und ordnet sie doktrinär den Pharisäern zu, von denen sie sich nur darin unterschieden, dass sie wie die Sadduzäer die Auferstehung der Toten leugneten. Nach eben diesem Epiphanios wurden, neben den Hemerobaptisten, noch sechs weitere jüdisch-frühchristliche Sekten und Gruppierungen beschrieben, so:
- Sadduzäer
- Schriftgelehrten
- Pharisäer
- Essener
- Nazarener[23]
- Herodianer[24]

Weitere Gruppierungen, etwa die Zeloten, Sikarier oder Samaritaner wurden von ihm in diesem Zusammenhang nicht erwähnt.
In den Pseudo-Klementinen (Homilien 2,23) gilt Johannes der Täufer als extrem negative Gestalt und Lehrer des Simon Magus. Im Zuge seiner Verketzerung wird er in diesem Werk als Hemerobaptist diffamiert. Den Angaben von Pseudo-Clemens zufolge, sei Dositheus von Samaria, der Gründer einer gnostisch-samaritianischen Sekte, ein Schüler des Johannes des Täufers gewesen (so in den Stromateis). Dabei wurde Johannes als Hemerobaptist beschrieben, eine Hypothese die nach Lahe ahistorisch erscheint, diese könnte aber interpretatorisch durch die Berührung des Dositheos mit den Täufergruppen entstanden sein.
Die Hemerobaptisten waren Teil weiterer kleinerer jüdischer Sekten, einschließlich der Bana'im auch „Meister, Bauleute“ genannt und der Maghāriya (hebräisch מג'ריה).